# Hiroyuki Matsumoto
Hiroyuki Matsumoto (松本 浩幸 Matsumoto Hiroyuki?), född 9 juli 1989 i Osaka prefektur, är en japansk fotbollsspelare.
Matsumoto började sin karriär 2012 i Thespa Kusatsu (Thespakusatsu Gunma). 2014 flyttade han till Fujieda MYFC. Han avslutade karriären 2014.